# Autoretrat (Picasso 1896)
Autoretrat és una pintura a l'oli realitzada per Pablo Picasso el 1896 i que actualment forma part de la col·lecció permanent del Museu Picasso de Barcelona. Va ingressar al museu com a donatiu de l'artista el 1970 i actualment (2011) es mostra a la Sala 1 de la col·lecció del museu.

## Descripció
Picasso va pintar aquest quadre la mateixa època que feia nombrosos retrats del seu pare i de la seva mare. En tots aquests retrats s'hi observa un esforç per copsar l'essència de l'ésser humà. Sense deixar de banda l'academicisme formal, aquesta és una obra més espontània, amb cops de pinzell més impetuosos.
El traç enèrgic denota l'ofici adquirit pel jove Picasso i representa en la seva concepció i factura un pas decisiu ja lluny dels primers tempteigs de La Corunya.
Al llarg dels anys i especialment fins al 1918, Picasso va fer moltes interpretacions de la seva pròpia imatge. El museu de Barcelona conserva una bona part dels de la primera època. De vegades hi apareix tot sol, d'altres acompanyat dels amics Pallarès, Casagemas,
Sebastià Junyer, fins i tot disfressat amb perruca.
Als autoretrats, Picasso utilitza tècniques diverses. Són sobretot interessants perquè, en ser fets en èpoques diferents, reflecteixen estils diferents: n'hi ha de modernistes, de noucentistes, de blaus, de roses, de primitivistes, de cubistes. A través dels autoretrats es pot seguir la seva doble evolució, física i artística. Cada autoretrat aporta una cosa nova a la seva biografia personal. En la darrera època de la seva vida, Picasso apareix en les seves obres no
com a individu sinó com a personatge: El pintor i la model, L'artista i la model, Pintor treballant.